# Junnar
Junnar är en ort i Indien.   Den ligger i distriktet Pune och delstaten Maharashtra, i den sydvästra delen av landet, 1 100 km söder om huvudstaden New Delhi. Junnar ligger 683 meter över havet och antalet invånare är 25 997.
Terrängen runt Junnar är platt åt sydost, men åt nordväst är den kuperad. Runt Junnar är det tätbefolkat, med 286 invånare per kvadratkilometer. Det finns inga andra samhällen i närheten. Trakten runt Junnar består till största delen av jordbruksmark.